# Arroyo Jóbalo
El arroyo Jóvalo o Jóbalo es un curso de agua del interior de la península ibérica, afluente del río Lozoya. Discurre por la provincia española de Madrid.

## Curso
El río, que discurre por la provincia de Madrid, fluye en dirección este y, tras atravesar la carretera de Burgos, termina desembocando en el río Lozoya. Aparece descrito en el noveno volumen del Diccionario geográfico-estadístico-histórico de España y sus posesiones de Ultramar de Pascual Madoz con las siguientes palabras:

JOVALO: arroyo de la prov de Madrid y part. jud. de Torrelaguna. Tiene su origen de la garganta de la sierra titulada Pico de la Miel, al lado del sitio llamado Medio Celemín: continúa su curso de O. á E., atravesando la carretera de Madrid á Búrgos á 1/4 de hora del l. de Sozoyuela; pasa al térm. de Siete Iglesias, entra en la deh. titulada Santillana y desemboca en el r. Soyoza: sus aguas no tienen ningún aprovechamiento.
(Madoz, 1847, p. 643)

Sobre su cauce hay un puente conocido como romano pero datado en realidad en torno al siglo XVI. También hay otro construido en el siglo XX. Las aguas del arroyo, perteneciente a la cuenca hidrográfica del Tajo, acaban vertidas en el océano Atlántico.